# Lepidion lepidion
La musdea di fondo (Lepidion lepidion) è un pesce abissale della famiglia Moridae dell'ordine Gadiformes.

## Distribuzione e habitat
È presente nel mar Mediterraneo occidentale e nell'Oceano Atlantico settentrionale fino al Canada ed all'Islanda. Nei mari italiani è raro.

Si tratta di una specie abissale, sono note catture fino a 2300 metri ed è uno dei pesci mediterranei che si spinge alle più alte profondità. Sono note catture in soli 150 m d'acqua ma diventa comune solo sotto i 750 m di profondità.

## Descrizione
Di questo pesce sono state scritte numerose descrizioni discordanti ed imprecise poiché basate sull'osservazione di individui deformati per essere stati tratti da migliaia di metri di profondità, mutilati dalle reti o "cotti" dalla formalina dei musei.

Questa specie ha occhi grandi, un brevissimo barbiglio sotto il mento e mascella leggermente più lunga della mandibola. La sagoma di questo pesce è alta nella parte anteriore e si assottiglia nella parte posteriore fino al peduncolo caudale che è sottile e compresso lateralmente. Le pinne dorsali sino due, la prima brevissima con raggi allungati molto lunghi, la seconda invece è lunga fino al peduncolo caudale ed è più alta nella parte posteriore. La pinna caudale è piccola e spatolata. La pinna anale è lunga e si assottiglia nella parte centrale, tanto da dare l'impressione di due pinne anali distinte ed abbastanza lontane l'una dall'altra. Le pinne ventrali sono piccole e filiformi; le pinne pettorali sono invece abbastanza ampie. La linea laterale è piuttosto evidente. Le squame sono piccole e caduche.

Il colore è grigio scuro con una macchietta azzurra sull'opercolo e pinne scure con riflessi blu.

Misura fino a 90 cm ma di solito si incontrano esemplari di 20 - 30 cm.

## Biologia
Praticamente ignota.

## Pesca
Solo sporadica con reti a strascico e con le draghe delle navi oceanografiche.